# Ilja Andrejewitsch Kablukow
Ilja Andrejewitsch Kablukow (russisch Илья Андреевич Каблуков; englische Transkription: Ilya Andreyevich Kablukov; * 18. Januar 1988 in Moskau, Russische SFSR) ist ein russischer Eishockeyspieler, der seit Juni 2020 beim HK Awangard Omsk aus der Kontinentalen Hockey-Liga (KHL) unter Vertrag steht und dort auf der Position des Centers spielt.

## Karriere
Ilja Kablukow begann seine Karriere als Eishockeyspieler in seiner Heimatstadt in der Nachwuchsabteilung des HK ZSKA Moskau, für dessen zweite Mannschaft er von 2004 bis 2006 in der drittklassigen Perwaja Liga aktiv war. Anschließend spielte er zwei Jahre lang für dessen Profimannschaft in der Superliga. In diesem Zeitraum wurde der Center im NHL Entry Draft 2007 in der fünften Runde als insgesamt 146. Spieler von den Vancouver Canucks ausgewählt, für die er allerdings nie spielte. Stattdessen verbrachte er die Saison 2008/09 bei Torpedo Nischni Nowgorod in der neu gegründeten Kontinentalen Hockey-Liga.
Im Sommer 2009 unterschrieb Kablukow einen Vertrag beim HK Spartak Moskau, für den er in den folgenden 15 Monaten in der KHL antrat. Im November 2010 wechselte er innerhalb der KHL zu Atlant Moskowskaja Oblast, wo er bis Januar 2014 unter Vertrag stand und dabei über 150 KHL-Partien absolvierte. Im Januar 2014 tauschte ihn Atlant gegen ein Wahlrecht im KHL Junior Draft 2014 vom SKA Sankt Petersburg. Kablukow spielte letztlich sechs Jahre lang für SKA und gewann in dieser Zeit zweimal mit der Mannschaft den Gagarin-Pokal. Im Mai und Juni 2020 wurde der Stürmer schließlich über Amur Chabarowsk und den HK Metallurg Magnitogorsk zum HK Awangard Omsk transferiert. In der Spielzeit 2020/21 gewann er seinen dritten Gagarin-Pokal.

### International
Für Russland nahm Kablukow an der U18-Junioren-Weltmeisterschaft 2006 teil. Im Turnierverlauf blieb er in sechs Spielen punktlos und erhielt zwei Strafminuten. Zudem vertrat er sein Land bei der Super Series 2007. Mit der A-Nationalmannschaft wurde er bei den Winterspielen 2018 unter neutraler Flagge Olympiasieger.

## Erfolge
- 2015 Gagarin-Pokal-Gewinn mit dem SKA Sankt Petersburg
- 2017 Gagarin-Pokal-Gewinn und Russischer Meister mit dem SKA Sankt Petersburg
- 2018 Goldmedaille bei den Olympischen Winterspielen
- 2021 Gagarin-Pokal-Gewinn mit HK Awangard Omsk

## KHL-Statistik
(Stand: Ende der Saison 2019/20)